# Zona neutrale (Star Trek)
La zona neutrale è una regione spaziale immaginaria dell'universo fantascientifico di Star Trek, posta al confine tra due potenze, nella quale le astronavi di entrambe le parti non possono entrare. La zona è in genere costantemente controllata da entrambe le parti, e l'attraversamento senza preavviso di tale regione da parte di una delle due fazioni costituirebbe un'immediata dichiarazione di guerra.

## Descrizione
Una zona neutrale è posta lungo il confine tra la Federazione dei Pianeti Uniti e l'Impero Romulano, definita inizialmente con il Trattato di pace romulano nel 2160 e successivamente confermata con il Trattato di Algeron, a seguito dell'Incidente di Tomed del 2311. Nel 2266, una nave romulana occultata attraversò la zona neutrale e distrusse alcuni avamposti federali, prima di essere a sua volta distrutta dall'Enterprise.
Fino al 2293, anno in cui i due rispettivi governi firmarono gli Accordi di Khitomer, è esistita una zona neutrale tra i confini della Federazione e l'Impero Klingon. La zona neutrale klingon è lo scenario del test della Kobayashi Maru, uno dei più importanti per la formazione degli ufficiali comandanti della Flotta Stellare Federale.
Tra la Federazione e l'Impero Cardassiano è esistita inoltre una "zona smilitarizzata", dalle caratteristiche simili a quella di una zona neutrale.